# Frenching the Bully
Frenching the Bully – debiutancki album zespołu The Gits wydany w 1992 przez wytwórnię C/Z Records. Materiał nagrano w "Avast! Recording Co." w Seattle. Reedycja z 2003 dokonana przez wytwórnię Broken Rekids zawiera dodatkowo utwór z singla oraz nagrania z koncertu w Portland (Oregon) dokonane w czerwcu 1993.

## Lista utworów
wersja LP, CD (1992)
1. "Absynthe" (sł. M. Zapata, muz. J. Spleen, M. Dresdner) – 3:13
2. "Another Shot of Whiskey" (sł. M. Zapata, muz. J. Spleen) – 2:41
3. "Insecurities" (sł. M. Zapata, muz. J. Spleen) – 1:45
4. "Slaughter of Bruce" (sł. M. Zapata, muz. J. Spleen) – 3:16
5. "Kings and Queens" (sł. M. Zapata, muz. J. Spleen) – 1:59
6. "It All Dies Anyway" (sł. M. Zapata, muz. J. Spleen) – 4:07
7. "While You're Twisting, I'm Still Breathing" (sł. M. Zapata, muz. J. Spleen) – 2:37
8. "A" (sł. M. Zapata, muz. J. Spleen) – 1:24
9. "Wingo Lamo" (sł. M. Zapata, muz. J. Spleen) – 2:11
10. "Cut My Skin, It Makes Me Human" (sł. M. Zapata, muz. J. Spleen) – 2:16
11. "Here's to Your Fuck" (sł. L. Diagnole, muz. J. Spleen) – 1:51
12. "Second Skin" (sł. M. Zapata, muz. J. Spleen) – 2:58

wersja CD (2003)
1. "Absynthe" (sł. M. Zapata, muz. J. Spleen, M. Dresdner) – 3:13
2. "Another Shot of Whiskey" (sł. M. Zapata, muz. J. Spleen) – 2:41
3. "Insecurities" (sł. M. Zapata, muz. J. Spleen) – 1:45
4. "Slaughter of Bruce" (sł. M. Zapata, muz. J. Spleen) – 3:16
5. "Kings and Queens" (sł. M. Zapata, muz. J. Spleen) – 1:59
6. "It All Dies Anyway" (sł. M. Zapata, muz. J. Spleen) – 4:07
7. "While You're Twisting, I'm Still Breathing" (sł. M. Zapata, muz. J. Spleen) – 2:37
8. "A" (sł. M. Zapata, muz. J. Spleen) – 1:24
9. "Wingo Lamo" (sł. M. Zapata, muz. J. Spleen) – 2:11
10. "Spear And Magic Helmet" (sł. M. Zapata, muz. J. Spleen) – 2:37
11. "Cut My Skin, It Makes Me Human" (sł. M. Zapata, muz. J. Spleen) – 2:16
12. "Here's to Your Fuck" (sł. L. Diagnole, muz. J. Spleen) – 1:51
13. "Second Skin" (sł. M. Zapata, muz. J. Spleen) – 2:58
14. "Twisting, Breathing (Live)" – 2:38
15. "Insecurities (Live)" – 1:48
16. "Slaughter (Live)" – 3:14
17. "Absynthe (Live)" – 3:04
18. "Whiskey (Live)" – 2:40
19. "Wingo (Live)" – 2:19
20. "Fuck (Live)" – 1:50
21. "Second Skin (Live)" – 3:13
22. "Twisting (Single Version)" – 2:43

## Skład
- Mia Zapata – śpiew
- Joe Spleen – gitara
- Matt Dresdner – gitara basowa
- Steve Moriarty – perkusja

produkcja
- John Golden – mastering
- Scott Benson – nagranie, producent (1-13)
- The Gits – producent (1-13)
- Steve Fisk – nagranie (1-6, 8, 9, 11, 12)
- Jack Endino – nagranie (10)